# Tammy Blanchard
Tammy Blanchard, född 14 december 1976 i Bayonne i New Jersey, är en amerikansk skådespelerska. Hon har medverkat i både filmer, TV-serier och pjäser på Broadway.

## Liv och karriär
Blanchard började intressera sig för skådespeleri redan i high school då hon fick spela Dorothy i en skolpjäs baserad på Den underbara trollkarlen från Oz av L. Frank Baum. Hon har ofta fått spela kända personer och fick exempelvis gestalta en ung Judy Garland i filmen I skuggan av Judy Garland - en roll som hon belönades med en Emmy Award för - och hon nominerades för en Tony Award för sin roll som Gypsy Rose Lee på scen. För rollen som Lee belönades hon med ett Theatre World Award år 2003.

## Filmografi i urval

### Filmer
- 2001 - I skuggan av Judy Garland
- 2002 - Stealing Harvard
- 2006 - Den innersta kretsen
- 2007 - Sybil
- 2008 - Cadillac Records
- 2010 - Rabbit Hole
- 2011 - Moneyball
- 2013 - Blue Jasmine
- filmåret 2014 2014 - Tammy
- 2014 – Into the Woods

### TV-serier
- 1997-2000 - The Guiding Light
- 2001 - Law & Order: Special Victims Unit
- 2002 - Law & Order: Criminal Intent
- 2012 - A Gifted Man
- 2012 - The Big C (tre avsnitt)